# Светль
Светль — упразднённое село в Тляратинском районе Дагестана. На момент упразднения входило в состав Хиндахского сельсовета. Исключено из учётных данных в 1989 г.

## География
Располагалось в 1,5 км к западу от села Кишдатль, на левом берегу реки Чарах.

## История
До вхождения Дагестана в состав Российской империи селение Суэтль входило в состав вольного общества Томс. Затем в Тонсодинское сельское общество Анцухо-Капучинского наибства Гунибского округа Дагестанской области. В 1895 году селение состояло из 16 хозяйств. По данным на 1926 год село Томсода Цетли состояло из 20 хозяйств. В административном отношении входил в состав Кособского сельсовета Тляратинского района. С 1934 года в составе Хиндахского сельсовета.
Указом ПВС ДАССР от 17.08.1989 г. село Светль исключено из учёта, как «несуществующее».

## Население
| Год       | 1895 | 1926 | 1939 | 1970    |
| --------- | ---- | ---- | ---- | ------- |
| Население | 78   | 59   | 70   | 23 (40) |

По переписи 1926 года в селе проживало 59 человека (22 мужчины и 37 женщин), из которых: аварцы — 100 %. Кроме того 12 человек числились в отходниках.

### Комментарии
1. ↑  23 наличное население/40 постоянное